# Pallanuoto ai campionati mondiali di nuoto 2005
I tornei di pallanuoto ai campionati mondiali di nuoto 2005 si sono svolti dal 18 al 30 luglio 2005 a Montreal, in Canada. Si è trattata dell'11ª edizione del torneo maschile e della 7ª edizione di quello femminile.
Le squadre partecipanti sono state 16 per ciascuno dei due tornei.

## Calendario
|                  | Torneo maschile     | Torneo femminile    |
| ---------------- | ------------------- | ------------------- |
| Fase preliminare | 18 - 20 - 22 luglio | 17 - 19 - 21 luglio |
| Ottavi           | 24 luglio           | 23 luglio           |
| Quarti           | 26 luglio           | 25 luglio           |
| Semifinali       | 28 luglio           | 27 luglio           |
| Finali           | 30 luglio           | 29 luglio           |

## Podi

### Uomini
| Evento                         | Oro | Argento | Bronzo |
| Pallanuoto maschile (dettagli) | Serbia e Montenegro Vladimir Gojković Danilo Ikodinović Nikola Janović Predrag Jokić Slobodan Nikić Zdravko Radić Aleksandar Šapić Dejan Savić Denis Šefik Petar Trbojević Vanja Udovičić Vladimir Vujasinović Boris Zloković | Ungheria Péter Biros István Gergely Rajmund Fodor Tamás Kásás Csaba Kiss Gergely Kiss Norbert Madaras Tamás Molnár Ádám Steinmetz Zoltán Szécsi Márton Szivós Dániel Varga Attila Vári | Grecia Christos Afroudakis Georgios Afroudakis Theodoros Chatzitheodorou Nikolaos Deligiannis Dimitrios Mazis Emmanouil Mylonakis Georgios Ntoskas Georgios Reppas Stefanos-Petros Santa Anastasios Schizas Argyris Theodoropoulos Matthaios Voulgarakis Antonios Vlontakis |

### Donne
| Evento                          | Oro | Argento | Bronzo |
| Pallanuoto femminile (dettagli) | Ungheria Patricia Horvath Eszter Tomaskovics Khrisctina Serfozo Dora Kisteleki Mercedes Stieber Andrea Toth Rita Dravucz Krisztina Zantleitner Orsolya Takacs Anikó Pelle Agnes Valkai Fruzsina Bravik Timea Benko | Stati Uniti Emily Feher Heather Petri Ericka Lorenz Brenda Villa Lauren Wenger Natalie Golda Kristina Kunkel Erika Figge Jaime Hipp Kelly Rulon Moriah van Norman Drue Wawrzynski Thalia Munro | Canada Rachel Riddell Krystina Alogbo Whynter Lamarre Susan Gardiner Tara Campbell Marie Luc Arpin Cora Campbell Dominique Perreault Ann Dow Jana Salat Valérie Dionne Christine Robinson Johanne Bégin |

## Medagliere
| Pos.   | Paese               | Oro | Argento | Bronzo | Totale |
| ------ | ------------------- | --- | ------- | ------ | ------ |
| 1      | Ungheria            | 1   | 1       | 0      | 2      |
| 2      | Serbia e Montenegro | 1   | 0       | 0      | 1      |
| 3      | Stati Uniti         | 0   | 1       | 0      | 1      |
| 4      | Canada              | 0   | 0       | 1      | 1      |
| 4      | Grecia              | 0   | 0       | 1      | 1      |
| Totale | Totale              | 2   | 2       | 2      | 6      |